# Jocurile Olimpice de vară din 1956
A XVI-a ediție a Jocurilor Olimpice s-a desfășurat la Melbourne, Australia în perioada 22 noiembrie - 8 decembrie 1956. Din motiv legislativ de intrare a animalelor pe teritoriul australian, probele de echitație s-au desfășurat la Stockholm, Suedia în iunie 1956. Melbourne a obținut dreptul de a organiza jocurile olimpice în aprilie 1949 în detrimentul orașelor Buenos Aires, Mexico, Montreal și șase orașe americane.
Au participat 67 de țări și 3.184 de sportivi care s-au întrecut în 145 de probe din 17 sporturi.

## Sporturi olimpice
| - Atletism - Baschet - Baseball (demonstrativ) - Box - Caiac canoe - Canotaj | - Ciclism - Echitație - Fotbal - Fotbal australian (demonstrativ) - Gimnastică - Haltere | - Hochei pe iarbă - Lupte - Natație - Navigație - Pentatlon modern - Polo pe apă | - Sărituri în apă - Scrimă - Tir |

## Clasamentul pe medalii
(Țara gazdă apare cu aldine.)
| Jocurile Olimpice 1956 |                          |     |        |       |       |
| Poz.                   | Țară                     | Aur | Argint | Bronz | Total |
| 1                      | URSS                     | 37  | 29     | 32    | 98    |
| 2                      | Statele Unite            | 32  | 25     | 17    | 74    |
| 3                      | Australia                | 13  | 8      | 14    | 35    |
| 4                      | Ungaria                  | 9   | 10     | 7     | 26    |
| 5                      | Italia                   | 8   | 8      | 9     | 25    |
| 6                      | Suedia                   | 8   | 5      | 6     | 19    |
| 7                      | Echipa Unită a Germaniei | 6   | 13     | 7     | 26    |
| 8                      | Marea Britanie           | 6   | 7      | 11    | 24    |
| 9                      | România                  | 5   | 3      | 5     | 13    |
| 10                     | Japonia                  | 4   | 10     | 5     | 19    |

## România la JO 1956
A fost a șasea ediție a Jocurilor Olimpice la care România a participat. S-a clasat pe poziția a 9-a în clasamentul pe medalii obținând 13 medalii din care 5 de aur.

### Aur
- Leon Rotman — kaiac canoe, 1.000m
- Leon Rotman — kaiac canoe, 10.000m
- Nicolae Linca — box, cat. semimijlocie (69 kg)
- Ștefan Petrescu — tir, pistol viteză individual
- Dumitru Alexe, Simion Ismailciuc — kaiac canoe, 1.000 m

### Argint
- Gheorghe Negrea — box, cat. semigrea (81 kg)
- Mircea Dobrescu — box, cat. muscă (51 kg)
- Olga Szabo-Orban — scrimă, floretă individual

### Bronz
- Francisc Horvath — lupte greco-romane (57 kg)
- Gheorghe Lichiardopol — tir, pistol viteză individual
- Elena Leuștean — gimnastică, sol
- Constantin Dumitrescu — box, (63,5 kg)
- Elena Mărgărit, Georgeta Hurmuzachi, Sonia Inovan, Elena Leuștean, Elena Săcălici, Emilia Vătășoiu — gimnastică, echipe